# Medagliati olimpici nell'hockey su ghiaccio

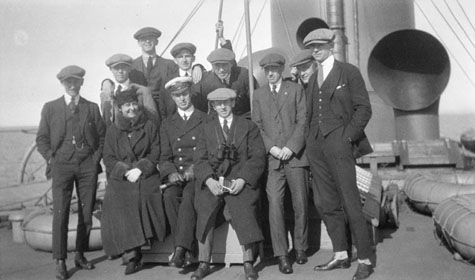
Foto di gruppo dei Winnipeg Falcons, rappresentanti del Canada vincitori del torneo di hockey su ghiaccio ai Giochi della VII Olimpiade.

L'hockey su ghiaccio è una disciplina olimpica che viene disputata in occasione dei Giochi olimpici invernali. Il torneo maschile di hockey si è giocato in occasione di tutte le Olimpiadi invernali (disputate per la prima volta nel 1924); tuttavia già nel 1920 si era giocato un torneo nel corso dei Giochi olimpici estivi. Dal 1920 al 1968 i tornei olimpici di hockey su ghiaccio sono valsi anche come edizioni del Campionato mondiale di hockey su ghiaccio. Dal 1920 fino al 1984 solo gli atleti dilettanti potevano prendere parte alla competizione, proibendo così la partecipazione agli atleti provenienti dalla National Hockey League. Nel 1970, in seguito a una disputa circa il concetto di dilettantismo, il Canada si ritirò dal torneo in segno di protesta e rinunciò a inviare la propria delegazione nei giochi del 1972 e del 1976. Nel 1987 il Comitato Olimpico Internazionale (CIO) decise di permettere la partecipazione agli atleti professionisti, mentre a partire dal 1998 anche la NHL permise ai propri giocatori di prendere parte ai Giochi olimpici. Il torneo femminile fu aggiunto nel 1992, mentre la prima edizione si svolse nei Giochi del 1998. Da allora in ciascuna Olimpiade invernale si sono svolte regolarmente entrambe le competizioni.
Tre atleti maschi hanno vinto quattro medaglie olimpiche: Vladislav Tret'jak (tre ori, un argento), Igor' Kravčuk (due ori, un argento, un bronzo) e Jiří Holík (due argenti, due bronzi). Sei giocatori hanno vinto tre medaglie d'oro: Tretiak, Anatolij Firsov, Viktor Kuz'kin, Andrej Chomutov, Aleksandr Ragulin e Vitalij Davydov. Nel torneo femminile due atlete canadesi hanno vinto cinque medaglie (quattro d'oro, una d'argento) Jayna Hefford e Hayley Wickenheiser, mentre Caroline Ouellette ha vinto quattro medaglie d'oro.
Dal 1920 al 1952 le squadre in rappresentanza del Canada dominarono il torneo maschile, vincendo sei medaglie d'oro e una d'argento. L'Unione Sovietica esordì alle Olimpiadi nel 1956, e da quell'edizione in poi vinse nove medaglie consecutive, fra le quali sette d'oro. Dopo lo scioglimento dell'Unione Sovietica nel 1991 la nazionale giocò nel 1992 sotto il nome di Squadra Unificata, vincendo un'altra medaglia d'oro. Le nazionali del Canada vantano il maggior numero di medaglie, venti, di cui tredici d'oro. Fino ai giochi di Soči 2014 le 99 medaglie assegnate, 33 di ciascun tipo, sono state vinte da 13 diversi comitati olimpici nazionali.

## Medaglie maschili
| Edizione                    | Oro | Argento | Bronzo |
| --------------------------- | --- | --- | --- |
| Anversa 1920                | Canada Bobby Benson Wally Byron Frank Fredrickson Chris Fridfinnson Mike Goodman Slim Halderson Konnie Johannesson Huck Woodman | Stati Uniti Ray Bonney Tony Conroy Herb Drury Ed Fitzgerald Gerry Geran Moose Goheen Joe McCormick Larry McCormick Frank Synnott Leon Tuck Cy Weidenborner | Cecoslovacchia Karel Hartmann Vilém Loos Jan Palouš Jan Peka Karel Pešek Josef Šroubek Otakar Vindyš Karel Wälzer |
| Chamonix-Mont-Blanc 1924    | Canada Jack Cameron Ernie Collett Bert McCaffrey Harold McMunn Dunc Munro Beattie Ramsay Sig Slater Hooley Smith Harry Watson | Stati Uniti Clarence Abel Herb Drury Alphonse Lacroix Art Langley John Lyons Justin McCarthy Willard Rice Irv Small Frank Synnott | Regno Unito William Anderson Lorne Carr-Harris Colin Carruthers Eric Carruthers Guy Clarkson Ross Cuthbert Geoffrey Holmes Hamilton Jukes Edward Pitblado Blaine Sexton |
| Sankt Moritz 1928           | Canada Charlie Delahay Frank Fisher Lou Hudson Stuffy Mueller Bert Plaxton Hugh Plaxton Rod Plaxton Jack Porter Frank Sullivan Joe Sullivan Ross Taylor Dave Trottier | Svezia Carl Abrahamsson Emil Bergman Birger Holmqvist Gustaf Johansson Henry Johansson Nils Johansson Ernst Karlberg Erik Larsson Bertil Linde Sigfrid Öberg Wilhelm Petersén Kurt Sucksdorff | Svizzera Gian Andreossi Mezzi Andreossi Bobby Breiter Louis Dufour Charly Fasel Albert Geromini Fritz Kraatz Arnold Martignoni Heini Meng Toni Morosani Luzius Rüedi Bibi Torriani |
| Lake Placid 1932            | Canada Bill Cockburn Cliff Crowley Bert Duncanson George Garbutt Roy Henkel Vic Lindquist Norm Malloy Wally Monson Ken Moore Romeo Rivers Hack Simpson Hugh Sutherland Stan Wagner Alston Wise | Stati Uniti Ty Anderson Johnny Bent John Chase John Cookman Doug Everett Frank Farrel Joe Fitzgerald Ted Frazier Jack Garrison Gerard Hallock Bob Livingston Frank Nelson Winthrop Palmer Gordon Smith | Germania Rudi Ball Alfred Heinrich Erich Herker Gustav Jaenecke Werner Korff Walter Leinweber Erich Römer Martin Schröttle Marquard Slevogt Georg Strobl |
| Garmisch-Partenkirchen 1936 | Regno Unito Sandy Archer Jimmy Borland Edgar Brenchley Jimmy Chappell Art Child Johnny Coward Gordon Dailley Gerry Davey Carl Erhardt Jimmy Foster Jack Kilpatrick Archie Stinchcombe Bob Wyman | Canada Bill Deacon Hugh Farquharson Ken Farmer Jim Haggarty Walter Kitchen Ray Milton Dinty Moore Herman Murray Jakie Nash Dave Neville Alex Sinclair Ralph Saint-Germain Bill Thomson | Stati Uniti Jack Garrison Fred Kammer Phil LaBatte Johnny Lax Tom Moone Elbridge Ross Paul Rowe Frank Shaughnessy Gordon Smith Frank Spain Frank Stubbs |
| Sankt Moritz 1948           | Canada Murray Dowey Bernard Dunster Jean Gravelle Patrick Guzzo Walter Halder Thomas Hibberd Henri-André Laperrière Louis Lecompte George Mara Albert Roméo Renaud Reginald Schroeter Irving Taylor | Cecoslovacchia Vladimír Bouzek Augustin Bubník Jaroslav Drobný Přemysl Hajný Zdeněk Jarkovský Vladimír Kobranov Stanislav Konopásek Bohumil Modrý Miloslav Pokorný Václav Roziňák Miroslav Sláma Karel Stibor Vilibald Šťovík Ladislav Troják Josef Trousílek Oldřich Zábrodský Vladimír Zábrodský | Svizzera Hans Bänninger Alfred Bieler Heinrich Boller Ferdinand Cattini Hans Cattini Hans Dürst Walter Paul Dürst Emil Handschin Heini Lohrer Werner Lohrer Reto Perl Gebhard Poltera Ulrich Poltera Beat Rüedi Otto Schubiger Bibi Torriani Hans-Martin Trepp |
| Oslo 1952                   | Canada George Abel Jack Davies Billy Dawe Bruce Dickson Don Gauf Billy Gibson Ralph Hansch Bob Meyers David Miller Eric Paterson Tom Pollock Al Purvis Gordie Robertson Louis Secco Frank Sullivan Bob Watt | Stati Uniti Ruben Bjorkman Leonard Ceglarski Joseph Czarnota Richard Desmond Andre Gambucci Clifford Harrison Gerald Kilmartin John Mulhern John Noah Arnold Oss Robert Rompre James Sedin Alfred Van Allen Donald Whiston Ken Yackel | Svezia Göte Almqvist Åke Andersson Hans Andersson-Tvilling Stig Andersson-Tvilling Lars Björn Göte Blomqvist Thord Flodqvist Erik Johansson Gösta Johansson Rune Johansson Sven Tumba Åke Lassas Holger Nurmela Hans Öberg Lars Pettersson Lars Svensson Sven Thunman |
| Cortina d'Ampezzo 1956      | Unione Sovietica Evgenij Babič Vsevolod Bobrov Nikolaj Chlystov Aleksej Guryšev Valentin Kuzin Jurij Krylov Al'fred Kučevskij Grigorij Mkrtyčan Viktor Nikiforov Jurij Pantjuchov Nikolaj Pučkov Genrich Sidorenkov Nikolaj Sologubov Viktor Šuvalov Ivan Tregubov Dmitrij Ukolov Aleksandr Uvarov | Stati Uniti Wendell Anderson Wellington Burtnett Gene Campbell Gordy Christian Bill Cleary Dick Dougherty Willard Ikola Johnny Matchefts John Mayasich Dan McKinnon Dick Meredith Weldy Olson John Petroske Ken Purpur Don Rigazio Dick Rodenheiser Ed Sampson | Canada Denis Brodeur Charles Brooker William Colvin Buddy Horne Arthur Hurst Byrle Klinck Paul Knox Ken Laufman Howard Lee Jim Logan Butch Martin Jack McKenzie Don Rope George Scholes Gerry Theberge Robert White Keith Woodall |
| Squaw Valley 1960           | Stati Uniti Billy Christian Rog Christian Bill Cleary Bob Cleary Gene Grazia Paul Johnson Jack Kirrane John Mayasich Jack McCartan Robert McVey Dick Meredith Weldy Olson Bob Owen Rod Paavola Larry Palmer Dick Rodenheiser Tom Williams | Canada Bob Attersley Moe Benoit Jim Connelly Jack Douglas Fred Etcher Bob Forhan Don Head Boat Hurley Ken Laufman Butch Martin Bob McKnight Cliff Pennington Don Rope Bobby Rousseau George Samolenko Harry Sinden Darryl Sly | Unione Sovietica Veniamin Aleksandrov Aleksandr Al'metov Jurij Baulin Michail Byčkov Jurij Cicinov Evgenij Ërkin Vladimir Grebennikov Evgenij Grošev Viktor Jakušev Nikolaj Karpov Al'fred Kučevskij Konstantin Loktev Stanislav Petuchov Viktor Prjažnikov Nikolaj Pučkov Genrich Sidorenkov Nikolaj Sologubov                                                                 |
| Innsbruck 1964              | Unione Sovietica Veniamin Aleksandrov Aleksandr Al'metov Vitalij Davydov Anatolij Firsov Ėduard Ivanov Viktor Jakušev Viktor Konovalenko Viktor Kuz'kin Konstantin Loktev Boris Majorov Evgenij Majorov Stanislav Petuchov Aleksandr Ragulin Vjačeslav Staršinov Leonid Volkov Boris Zajcev Oleg Zajcev | Svezia Anders Andersson Gert Blomé Lennart Häggroth Lennart Johansson Nils Johansson Sven Tumba Lars-Eric Lundvall Eilert Määttä Hans Mild Nils Nilsson Bert-Ola Nordlander Carl-Göran Öberg Uno Öhrlund Ronald Pettersson Ulf Sterner Roland Stoltz Kjell Svensson | Cecoslovacchia Vlastimil Bubník Josef Černý Jiří Dolana Vladimír Dzurilla Jozef Golonka František Gregor Jiří Holík Jaroslav Jiřík Jan Klapáč Vladimír Nadrchal Rudolf Potsch Stanislav Prýl Ladislav Šmíd Stanislav Sventek František Tikal Miroslav Vlach Jaroslav Walter |
| Grenoble 1968               | Unione Sovietica Veniamin Aleksandrov Viktor Blinov Vitalij Davydov Anatolij Firsov Anatolij Ionov Viktor Konovalenko Viktor Kuz'kin Boris Majorov Evgenij Mišakov Jurij Moiseev Viktor Polupanov Aleksandr Ragulin Igor' Romiševskij Vjačeslav Staršinov Vladimir Vikulov Oleg Zajcev Evgenij Zimin Viktor Zinger | Cecoslovacchia Josef Černý Vladimír Dzurilla Jozef Golonka Jan Havel Petr Hejma Jiří Holík Josef Horešovský Jan Hrbatý Jaroslav Jiřík Jan Klapáč Jiří Kochta Oldřich Machač Karel Masopust Vladimír Nadrchal Václav Nedomanský František Pospíšil František Ševčík Jan Suchý | Canada Roger Bourbonnais Ken Broderick Ray Cadieux Paul Conlin Gary Dineen Brian Glennie Ted Hargreaves Fran Huck Marshall Johnston Barry MacKenzie Bill MacMillan Steve Monteith Morris Mott Terry O'Malley Danny O'Shea Gerry Pinder Herb Pinder Wayne Stephenson |
| Sapporo 1972                | Unione Sovietica Viktor Blinov Valerij Charlamov Gennadij Cygankov Vitalij Davydov Anatolij Firsov Aleksandr Jakušev Viktor Kuz'kin Vladimir Lutčenko Aleksandr Mal'cev Boris Michajlov Evgenij Mišakov Aleksandr Paškov Vladimir Petrov Aleksandr Ragulin Igor' Romiševskij Vladimir Šadrin Vladislav Tret'jak Valerij Vasil'ev Vladimir Vikulov Evgenij Zimin                                                                              | Stati Uniti Kevin Ahearn Henry Boucha Charles Brown Keith Christiansen Mike Curran Robbie Ftorek Mark Howe Stuart Irving Jim McElmury Dick McGlynn Bruce McIntosh Tom Mellor Ronald Naslund Wally Olds Tim Regan Frank Sanders Craig Sarner Peter Sears Timothy Sheehy | Cecoslovacchia Vladimír Bednár Josef Černý Vladimír Dzurilla Richard Farda Ivan Hlinka Jiří Holeček Jaroslav Holík Jiří Holík Josef Horešovský Jiří Kochta Oldřich Machač Vladimír Martinec Václav Nedomanský Eduard Novák František Pospíšil Bohuslav Šťastný Rudolf Tajcnár Karel Vohralík                                                                                    |
| Innsbruck 1976              | Unione Sovietica Boris Aleksandrov Sergej Babinov Valerij Charlamov Gennadij Cygankov Aleksandr Gusev Aleksandr Jakušev Sergej Kapustin Vladimir Lutčenko Jurij Ljapkin Aleksandr Mal'cev Boris Michajlov Vladimir Petrov Vladimir Šadrin Viktor Šalimov Aleksandr Sidel'nikov Vladislav Tret'jak Valerij Vasil'ev Viktor Žluktov | Cecoslovacchia Josef Augusta Jiří Bubla Milan Chalupa Jiří Crha Miroslav Dvořák Bohuslav Ebermann Ivan Hlinka Jiří Holeček Jiří Holík Milan Kajkl Oldřich Machač Vladimír Martinec Eduard Novák Jiří Novák Milan Nový Jaroslav Pouzar František Pospíšil Bohuslav Šťastný | Germania Ovest Klaus Auhuber Ignaz Berndaner Wolfgang Boos Lorenz Funk Martin Hinterstocker Udo Kiessling Walter Köberle Ernst Köpf Anton Kehle Erich Kühnhackl Stefan Metz Franz Reindl Rainer Philipp Alois Schloder Rudolf Thanner Josef Völk Ferenc Vozar Erich Weishaupt                                                                                                   |
| Lake Placid 1980            | Stati Uniti Bill Baker Neal Broten Dave Christian Steve Christoff Jim Craig Mike Eruzione John Harrington Steve Janaszak Mark Johnson Rob McClanahan Ken Morrow Jack O'Callahan Mike Ramsey Mark Pavelich Buzz Schneider Dave Silk Bob Suter Eric Strobel Mark Wells Phil Verchota | Unione Sovietica Helmuts Balderis Zinėtula Biljaletdinov Valerij Charlamov Vjačeslav Fetisov Aleksandr Golikov Vladimir Golikov Aleksej Kasatonov Vladimir Krutov Jurij Lebedev Sergej Makarov Aleksandr Mal'cev Boris Michajlov Vladimir Myškin Vasilij Pervuchin Vladimir Petrov Aleksandr Skorvcov Sergej Starikov Vladislav Tret'jak Valerij Vasil'ev Viktor Žluktov                                                     | Svezia Mats Åhlberg Sture Andersson Bo Berglund Håkan Eriksson Jan Eriksson Thomas Eriksson Leif Holmgren Tomas Jonsson Pelle Lindbergh Bengt Lundholm William Löfqvist Per Lundqvist Lars Molin Mats Näslund Lennart Norberg Tommy Samuelsson Dan Söderström Mats Waltin Ulf Weinstock                                                                                         |
| Sarajevo 1984               | Unione Sovietica Zinėtula Biljaletdinov Andrej Chomutov Nikolaj Drozdeckij Vjačeslav Fetisov Aleksandr Geramisov Aleksej Kasatonov Vladimir Kovin Aleksandr Koževnikov Vladimir Krutov Igor' Larionov Sergej Makarov Vladimir Myškin Vasilij Pervuchin Sergej Šepelev Aleksandr Skorvcov Sergej Starikov Igor' Stel'nov Vladislav Tret'jak Viktor Tjumenev Michail Vasil'ev                                                                  | Cecoslovacchia Jaroslav Benák Vladimír Caldr Milan Chalupa František Černík Miloslav Hořava Jiří Hrdina Arnold Kadlec Jaroslav Korbela Jiří Králík Vladimír Kýhos Jiří Lála Igor Liba Vincent Lukáč Dušan Pašek Pavel Richter Jaromír Šindel Radoslav Svoboda Eduard Uvíra | Svezia Thomas Åhlén Pelle Eklund Thom Eklund Bo Ericson Håkan Eriksson Peter Gradin Mats Hessel Michael Hjälm Göran Lindblom Tommy Mörth Håkan Nordin Rolf Ridderwall Jens Öhling Thomas Rundqvist Tomas Sandström Håkan Södergren Mats Thelin Michael Thelvén Mats Waltin Göte Wälitalo                                                                                        |
| Calgary 1988                | Unione Sovietica Il'ja Bjakin Vjačeslav Bykov Aleksandr Černych Andrej Chomutov Vjačeslav Fetisov Aleksej Gusarov Sergej Jašin Valerij Kamenskij Aleksej Kasatonov Aleksandr Koževnikov Igor' Kravčuk Vladimir Krutov Igor' Larionov Andrej Lomakin Sergej Makarov Aleksandr Mogil'nyj Sergej Myl'nikov Vitalij Samojlov Anatolij Semënov Sergej Starikov Igor' Stel'nov Sergej Svetlov                                                      | Finlandia Timo Blomqvist Kari Eloranta Raimo Helminen Iiro Järvi Esa Keskinen Erkki Laine Kari Laitinen Erkki Lehtonen Jyrki Lumme Reijo Mikkolainen Jarmo Myllys Teppo Numminen Janne Ojanen Arto Ruotanen Reijo Ruotsalainen Simo Saarinen Kai Suikkanen Timo Susi Jukka Tammi Jari Torkki Pekka Tuomisto Jukka Virtanen                                                                                                   | Svezia Mikael Andersson Peter Andersson Peter Åslin Bo Berglund Jonas Bergqvist Anders Bergman Thom Eklund Anders Eldebrink Peter Eriksson Thomas Eriksson Michael Hjälm Lars Ivarsson Mikael Johansson Lars Karlsson Mats Kihlström Peter Lindmark Lars Molin Jens Öhling Lars-Gunnar Pettersson Thomas Rundqvist Tommy Samuelsson Ulf Sandström Håkan Södergren               |
| Albertville 1992            | Squadra Unificata Sergej Bautin Igor' Boldin Nikolaj Borščevskij Vjačeslav Bucaev Vjačeslav Bykov Nikolaj Chabibulin Jurij Chmylëv Andrej Chomutov Aleksej Gusarov Dmitrij Juškevič Darius Kasparaitis Andrej Kovalenko Aleksej Kovalëv Igor' Kravčuk Vladimir Malachov Dmitrij Mironov Sergej Petrenko Vitalij Prochorov Michail Štalenkov Andrej Trefilov Aleksej Žamnov Aleksej Žitnik Sergej Zubov                                       | Canada Dave Archibald Todd Brost Sean Burke Kevin Dahl Curt Giles Dave Hannan Gord Hynes Fabian Joseph Joé Juneau Trevor Kidd Patrick Lebeau Chris Lindberg Eric Lindros Kent Manderville Adrien Plavsic Dan Ratushny Sam St. Laurent Brad Schlegel Wally Schreiber Randy Smith Dave Tippett Brian Tutt Jason Woolley | Cecoslovacchia Patrik Augusta Petr Bříza Jaromír Dragan Leo Gudas Miloslav Hořava Petr Hrbek Otakar Janecký Tomáš Jelínek Drahomír Kadlec Kamil Kašťák Robert Lang Igor Liba Ladislav Lubina František Procházka Petr Rosol Bedřich Ščerban Jiří Šlégr Richard Šmehlík Róbert Švehla Oldřich Svoboda Radek Ťoupal Peter Veselovský Richard Žemlička                             |
| Lillehammer 1994            | Svezia Håkan Algotsson Charles Berglund Jonas Bergqvist Andreas Dackell Christian Due-Boje Niklas Eriksson Peter Forsberg Roger Hansson Roger Johansson Jörgen Jönsson Kenny Jönsson Tomas Jonsson Patrik Juhlin Patric Kjellberg Håkan Loob Mats Näslund Stefan Örnskog Leif Rohlin Daniel Rydmark Tommy Salo Fredrik Stillman Magnus Svensson                                                                                              | Canada Mark Astley Adrian Aucoin David Harlock Corey Hirsch Todd Hlushko Greg Johnson Fabian Joseph Paul Kariya Chris Kontos Manny Legacé Ken Lovsin Derek Mayer Petr Nedvěd Dwayne Norris Greg Parks Allain Roy Jean-Yves Roy Brian Savage Brad Schlegel Wally Schreiber Chris Therien Todd Warriner Brad Werenka | Finlandia Mika Alatalo Erik Hämäläinen Raimo Helminen Timo Jutila Sami Kapanen Esa Keskinen Marko Kiprusoff Saku Koivu Pasi Kuivalainen Janne Laukkanen Tero Lehterä Jere Lehtinen Mikko Mäkelä Jarmo Myllys Mika Nieminen Janne Ojanen Marko Palo Ville Peltonen Pasi Sormunen Mika Strömberg Jukka Tammi Petri Varis Hannu Virta                                              |
| Nagano 1998                 | Rep. Ceca Josef Beránek Jan Čaloun Roman Čechmánek Jiří Dopita Roman Hamrlík Dominik Hašek Milan Hejduk Jaromír Jágr František Kučera Robert Lang David Moravec Pavel Patera Libor Procházka Martin Procházka Robert Reichel Martin Ručinský Vladimír Růžička Jiří Šlégr Richard Šmehlík Jaroslav Špaček Martin Straka Petr Svoboda | Russia Pavel Bure Valerij Bure Sergej Fëdorov Sergej Gončar Aleksej Gusarov Aleksej Jašin Dmitrij Juškevič Valerij Kamenskij Darius Kasparaitis Andrej Kovalenko Igor' Kravčuk Sergej Krivokrasov Boris Mironov Dmitrij Mironov Aleksej Morozov Sergej Nemčinov Oleg Ševcov Michail Štalenkov German Titov Andrej Trefilov Valerij Zelepukin Aleksej Žamnov Aleksej Žitnik                                                   | Finlandia Aki-Petteri Berg Tuomas Grönman Raimo Helminen Sami Kapanen Saku Koivu Jari Kurri Janne Laukkanen Jere Lehtinen Juha Lind Jyrki Lumme Jarmo Myllys Mika Nieminen Janne Niinimaa Teppo Numminen Ville Peltonen Kimmo Rintanen Teemu Selänne Ari Sulander Jukka Tammi Esa Tikkanen Kimmo Timonen Antti Törmänen Juha Ylönen                                             |
| Salt Lake City 2002         | Canada Ed Belfour Rob Blake Eric Brewer Martin Brodeur Theoren Fleury Adam Foote Simon Gagné Jarome Iginla Curtis Joseph Ed Jovanovski Paul Kariya Mario Lemieux Eric Lindros Al MacInnis Scott Niedermayer Joe Nieuwendyk Owen Nolan Michael Peca Chris Pronger Joe Sakic Brendan Shanahan Ryan Smyth Steve Yzerman | Stati Uniti Tony Amonte Tom Barrasso Chris Chelios Adam Deadmarsh Chris Drury Mike Dunham Bill Guerin Phil Housley Brett Hull John LeClair Brian Leetch Aaron Miller Mike Modano Tom Poti Brian Rafalski Mike Richter Jeremy Roenick Brian Rolston Gary Suter Keith Tkachuk Doug Weight Mike York Scott Young | Russia Maksim Afinogenov Il'ja Bryzgalov Pavel Bure Valerij Bure Nikolaj Chabibulin Pavel Dacjuk Sergei Fëdorov Sergej Gončar Darius Kasparaitis Aleksej Jašin Il'ja Koval'čuk Aleksej Kovalëv Igor' Kravčuk Oleg Kvaša Igor' Larionov Vladimir Malachov Daniil Markov Boris Mironov Andrej Nikolišin Egor Podomackij Sergej Samsonov Oleg Tverdovskij Aleksej Žamnov           |
| Torino 2006                 | Svezia Daniel Alfredsson Per-Johan Axelsson Christian Bäckman Peter Forsberg Mika Hannula Niclas Hävelid Tomas Holmström Jörgen Jönsson Kenny Jönsson Niklas Kronwall Nicklas Lidström Stefan Liv Henrik Lundqvist Fredrik Modin Mattias Öhlund Samuel Påhlsson Mikael Samuelsson Daniel Sedin Henrik Sedin Mats Sundin Ronnie Sundin Mikael Tellqvist Daniel Tjärnqvist Henrik Zetterberg                                                   | Finlandia Niklas Bäckström Aki-Petteri Berg Niklas Hagman Jukka Hentunen Jussi Jokinen Olli Jokinen Niko Kapanen Mikko Koivu Saku Koivu Lasse Kukkonen Antti Laaksonen Jere Lehtinen Toni Lydman Antti-Jussi Niemi Ville Nieminen Antero Niittymäki Fredrik Norrena Petteri Nummelin Teppo Numminen Ville Peltonen Jarkko Ruutu Sami Salo Teemu Selänne Kimmo Timonen                                                        | Rep. Ceca Jan Bulis Petr Čajánek Patrik Eliáš Martin Erat Dominik Hašek Milan Hejduk Aleš Hemský Milan Hnilička Jaromír Jágr František Kaberle Tomáš Kaberle Aleš Kotalík Filip Kuba Pavel Kubina Robert Lang Marek Malík Rostislav Olesz Václav Prospal Martin Ručínský Dušan Salfický Jaroslav Špaček Martin Straka Tomáš Vokoun David Výborný Marek Židlický                 |
| Vancouver 2010              | Canada Patrice Bergeron Dan Boyle Martin Brodeur Sidney Crosby Drew Doughty Marc-André Fleury Ryan Getzlaf Dany Heatley Jarome Iginla Duncan Keith Roberto Luongo Patrick Marleau Brenden Morrow Rick Nash Scott Niedermayer Corey Perry Chris Pronger Mike Richards Brent Seabrook Eric Staal Joe Thornton Jonathan Toews Shea Weber | Stati Uniti David Backes Dustin Brown Ryan Callahan Chris Drury Tim Gleason Erik Johnson Jack Johnson Patrick Kane Ryan Kesler Phil Kessel Jamie Langenbrunner Ryan Malone Ryan Miller Brooks Orpik Zach Parise Joe Pavelski Jonathan Quick Brian Rafalski Bobby Ryan Paul Stastny Ryan Suter Tim Thomas Ryan Whitney | Finlandia Niklas Bäckström Valtteri Filppula Niklas Hagman Jarkko Immonen Olli Jokinen Niko Kapanen Miikka Kiprusoff Mikko Koivu Saku Koivu Lasse Kukkonen Jere Lehtinen Sami Lepistö Toni Lydman Antti Miettinen Antero Niittymäki Janne Niskala Ville Peltonen Joni Pitkänen Jarkko Ruutu Tuomo Ruutu Sami Salo Teemu Selänne Kimmo Timonen                                   |
| Soči 2014                   | Canada Jamie Benn Patrice Bergeron Jay Bouwmeester Jeff Carter Sidney Crosby Drew Doughty Matt Duchene Ryan Getzlaf Dan Hamhuis Duncan Keith Chris Kunitz Roberto Luongo Patrick Marleau Rick Nash Corey Perry Alex Pietrangelo Carey Price Patrick Sharp Mike Smith Martin St. Louis P.K. Subban John Tavares Jonathan Toews Marc-Édouard Vlasic Shea Weber                                                                                 | Svezia Daniel Alfredsson Nicklas Bäckström Patrik Berglund Alexander Edler Oliver Ekman Larsson Jhonas Enroth Jimmie Ericsson Jonathan Ericsson Loui Eriksson Jonas Gustavsson Carl Hagelin Niklas Hjalmarsson Marcus Johansson Erik Karlsson Niklas Kronwall Marcus Krüger Gabriel Landeskog Henrik Lundqvist Gustav Nyquist Johnny Oduya Daniel Sedin Jakob Silfverberg Alexander Steen Henrik Tallinder Henrik Zetterberg | Finlandia Juhamatti Aaltonen Aleksander Barkov Mikael Granlund Juuso Hietanen Jarkko Immonen Jussi Jokinen Olli Jokinen Leo Komarov Petri Kontiola Lauri Korpikoski Lasse Kukkonen Jori Lehterä Kari Lehtonen Sami Lepistö Olli Määttä Antti Niemi Antti Pihlström Tuukka Rask Tuomo Ruutu Sakari Salminen Sami Salo Teemu Selänne Kimmo Timonen Sami Vatanen Ossi Väänänen     |
| Pyeongchang 2018            | Atleti Olimpici dalla Russia Sergei Andronov Alexander Barabanov Pavel Datsyuk Vladislav Gavrikov Mikhail Grigorenko Nikita Gusev Ilya Kablukov Sergei Kalinin Kirill Kaprizov Bogdan Kiselevich Vasily Koshechkin Ilya Kovalchuk Alexei Marchenko Sergei Mozyakin Nikita Nesterov Nikolai Prokhorkin Igor Shestyorkin Vadim Shipachyov Sergei Shirokov Ilya Sorokin Ivan Telegin Vyacheslav Voynov Yegor Yakovlev Artyom Zub Andrei Zubarev | Germania Sinan Akdag Danny aus den Birken Daryl Boyle Yasin Ehliz Christian Ehrhoff Dennis Endras Gerrit Fauser Marcel Goc Patrick Hager Frank Hördler Dominik Kahun Marcus Kink Björn Krupp Brooks Macek Frank Mauer Jonas Müller Moritz Müller Marcel Noebels Timo Pielmeier Leonhard Pföderl Matthias Plachta Patrick Reimer Felix Schütz Yannic Seidenberg David Wolf                                                    | Canada Rene Bourque Gilbert Brulé Andrew Ebbett Stefan Elliott Chay Genoway Cody Goloubef Marc-André Gragnani Quinton Howden Chris Kelly Rob Klinkhammer Brandon Kozun Maxim Lapierre Chris Lee Maxim Noreau Eric O'Dell Justin Peters Kevin Poulin Mason Raymond Mat Robinson Derek Roy Ben Scrivens Karl Stollery Christian Thomas Linden Vey Wojtek Wolski                   |
| Pechino 2022                | Finlandia Miro Aaltonen Marko Anttila Hannes Björninen Valtteri Filppula Niklas Friman Markus Granlund Teemu Hartikainen Juuso Hietanen Valtteri Kemiläinen Leo Komarov Mikko Lehtonen Petteri Lindbohm Saku Mäenalanen Sakari Manninen Joonas Nättinen Atte Ohtamaa Niko Ojamäki Juho Olkinuora Iiro Pakarinen Harri Pesonen Ville Pokka Toni Rajala Harri Säteri Frans Tuohimaa Sami Vatanen                                               | ROC Sergei Andronov Timur Bilyalov Andrei Chibisov Ivan Fedotov Stanislav Galiev Mikhail Grigorenko Arseni Gritsyuk Nikita Gusev Pavel Karnaukhov Artur Kayumov Artyom Minulin Nikita Nesterov Alexander Nikishin Sergei Plotnikov Alexander Samonov Kirill Semyonov Damir Sharipzyanov Vadim Shipachyov Anton Slepyshev Sergei Telegin Vladimir Tkachyov Dmitri Voronkov Slava Voynov Egor Yakovlev Alexander Yelesin       | Slovacchia Peter Cehlárik Michal Čajkovský Peter Čerešňák Marko Daňo Marek Ďaloga Martin Gernát Adrián Holešinský Marek Hrivík Libor Hudáček Tomáš Jurčo Miloš Kelemen Branislav Konrád Michal Krištof Samuel Kňažko Martin Marinčin Šimon Nemec Kristián Pospíšil Pavol Regenda Miloš Roman Mislav Rosandić Patrik Rybár Juraj Slafkovský Samuel Takáč Matej Tomek Peter Zuzin |

## Medaglie femminili
| Edizione            | Oro | Argento | Bronzo |
| ------------------- | --- | --- | --- |
| Nagano 1998         | Stati Uniti Chris Bailey Laurie Baker Alana Blahoski Lisa Brown-Miller Karyn Bye Colleen Coyne Sara Decosta Tricia Dunn-Luoma Cammi Granato Katie King-Crowley Shelley Looney Sue Merz Allison Mleczko Tara Mounsey Vicki Movsessian Jenny Potter Angela Ruggiero Sarah Tueting Gretchen Ulion Sandra Whyte                                                             | Canada Jennifer Botterill Thérèse Brisson Cassie Campbell Judy Diduck Nancy Drolet Lori Dupuis Danielle Goyette Geraldine Heaney Jayna Hefford Becky Kellar Kathy McCormack Karen Nystrom Lesley Reddon Manon Rhéaume Laura Schuler Fiona Smith France Saint-Louis Vicky Sunohara Hayley Wickenheiser Stacy Wilson                                                           | Finlandia Sari Fisk Kirsi Hänninen Satu Huotari Marianne Ihalainen Johanna Ikonen Sari Krooks Emma Laaksonen Sanna Lankosaari Katja Lehto Marika Lehtimäki Riikka Nieminen Marja-Helena Pälvilä Tuula Puputti Karoliina Rantamäki Tiia Reima Katja Riipi Päivi Salo Maria Selin Liisa-Maria Sneck Petra Vaarakallio                                                     |
| Salt Lake City 2002 | Canada Dana Antal Kelly Bechard Jennifer Botterill Thérèse Brisson Cassie Campbell Isabelle Chartrand Lori Dupuis Danielle Goyette Geraldine Heaney Jayna Hefford Becky Kellar Caroline Ouellette Cherie Piper Cheryl Pounder Tammy Shewchuk Sami Jo Small Colleen Sostorics Kim St-Pierre Vicky Sunohara Hayley Wickenheiser                                           | Stati Uniti Chris Bailey Laurie Baker Karyn Bye Julie Chu Natalie Darwitz Sara Decosta Tricia Dunn-Luoma Cammi Granato Courtney Kennedy Andrea Kilbourne Katie King-Crowley Shelley Looney Sue Merz Allison Mleczko Tara Mounsey Jenny Potter Angela Ruggiero Sarah Tueting Lyndsay Wall Krissy Wendell                                                                      | Svezia Annica Åhlén Lotta Almblad Anna Andersson Gunilla Andersson Emelie Berggren Kristina Bergstrand Ann-Louise Edstrand Joa Elfsberg Erika Holst Nanna Jansson Maria Larsson Ylva Lindberg Ulrica Lindström Kim Martin Josefin Pettersson Maria Rooth Danijela Rundqvist Evelina Samuelsson Therese Sjölander Anna Vikman                                            |
| Torino 2006         | Canada Meghan Agosta Gillian Apps Jennifer Botterill Cassie Campbell Gillian Ferrari Danielle Goyette Jayna Hefford Becky Kellar Gina Kingsbury Charline Labonté Carla MacLeod Caroline Ouellette Cherie Piper Cheryl Pounder Colleen Sostorics Kim St-Pierre Vicky Sunohara Sarah Vaillancourt Katie Weatherston Hayley Wickenheiser                                   | Svezia Cecilia Andersson Gunilla Andersson Jenni Asserholt Ann-Louise Edstrand Joa Elfsberg Emma Eliasson Erika Holst Nanna Jansson Ylva Lindberg Jenny Lindqvist Kristina Lundberg Kim Martin Frida Nevalainen Emilie O'Konor Maria Rooth Danijela Rundqvist Therese Sjölander Katarina Timglas Anna Vikman Pernilla Winberg                                                | Stati Uniti Caitlin Cahow Julie Chu Natalie Darwitz Pam Dreyer Tricia Dunn-Luoma Molly Engstrom Chanda Gunn Jamie Hagerman Kim Insalaco Kathleen Kauth Courtney Kennedy Katie King-Crowley Kristin King Sarah Parsons Jenny Potter Helen Resor Angela Ruggiero Kelly Stephens Lyndsay Wall Krissy Wendell                                                               |
| Vancouver 2010      | Canada Meghan Agosta Gillian Apps Tessa Bonhomme Jennifer Botterill Jayna Hefford Haley Irwin Rebecca Johnston Becky Kellar Gina Kingsbury Charline Labonté Carla MacLeod Meaghan Mikkelson Caroline Ouellette Cherie Piper Marie-Philip Poulin Kim St-Pierre Colleen Sostorics Shannon Szabados Sarah Vaillancourt Catherine Ward Hayley Wickenheiser                  | Stati Uniti Kacey Bellamy Caitlin Cahow Lisa Chesson Julie Chu Natalie Darwitz Meghan Duggan Molly Engstrom Hilary Knight Jocelyne Lamoureux Monique Lamoureux Erika Lawler Gisele Marvin Brianne McLaughlin Jenny Schmidgall-Potter Angela Ruggiero Molly Schaus Kelli Stack Karen Thatcher Jessie Vetter Kerry Weiland Jinelle Zaugg-Siergiej                              | Finlandia Anne Helin Jenni Hiirikoski Venla Hovi Michelle Karvinen Mira Kuisma Emma Laaksonen Rosa Lindstedt Terhi Mertanen Heidi Pelttari Mariia Posa Annina Rajahuhta Karoliina Rantamäki Noora Räty Mari Saarinen Saija Sirviö Nina Tikkinen Minnamari Tuominen Saara Tuominen Linda Välimäki Anna Vanhatalo Marjo Voutilainen                                       |
| Soči 2014           | Canada Meghan Agosta Gillian Apps Mélodie Daoust Laura Fortino Jayna Hefford Haley Irwin Brianne Jenner Rebecca Johnston Charline Labonté Geneviève Lacasse Jocelyne Larocque Meaghan Mikkelson Caroline Ouellette Marie-Philip Poulin Lauriane Rougeau Natalie Spooner Shannon Szabados Jennifer Wakefield Catherine Ward Tara Watchorn Hayley Wickenheiser            | Stati Uniti Kacey Bellamy Megan Bozek Alexandra Carpenter Julie Chu Kendall Coyne Brianna Decker Meghan Duggan Lyndsey Fry Amanda Kessel Hilary Knight Jocelyne Lamoureux Monique Lamoureux Gisele Marvin Brianne McLaughlin Michelle Picard Josephine Pucci Molly Schaus Anne Schleper Kelli Stack Lee Stecklein Jessie Vetter                                              | Svizzera Janine Alder Livia Altmann Sophie Anthamatten Laura Benz Sara Benz Nicole Bullo Romy Eggimann Sarah Forster Angela Frautschi Jessica Lutz Julia Marty Stefany Marty Alina Müller Katrin Nabholz Evelina Raselli Florence Schelling Lara Stalder Phoebe Stanz Anja Stiefel Sandra Thalmann Nina Waidacher                                                       |
| Pyeongchang 2018    | Stati Uniti Cayla Barnes Kacey Bellamy Hannah Brandt Dani Cameranesi Kendall Coyne Brianna Decker Meghan Duggan Kali Flanagan Nicole Hensley Megan Keller Amanda Kessel Hilary Knight Jocelyne Lamoureux Monique Lamoureux Gigi Marvin Sidney Morin Kelly Pannek Amanda Pelkey Emily Pfalzer Alex Rigsby Maddie Rooney Haley Skarupa Lee Stecklein                      | Canada Meghan Agosta Bailey Bram Emily Clark Mélodie Daoust Ann-Renée Desbiens Renata Fast Laura Fortino Haley Irwin Brianne Jenner Rebecca Johnston Geneviève Lacasse Brigette Lacquette Jocelyne Larocque Meaghan Mikkelson Sarah Nurse Marie-Philip Poulin Lauriane Rougeau Jillian Saulnier Natalie Spooner Laura Stacey Shannon Szabados Blayre Turnbull Jenn Wakefield | Finlandia Sanni Hakala Jenni Hiirikoski Venla Hovi Mira Jalosuo Michelle Karvinen Rosa Lindstedt Petra Nieminen Tanja Niskanen Emma Nuutinen Isa Rahunen Annina Rajahuhta Meeri Räisänen Noora Räty Saila Saari Ronja Savolainen Eveliina Suonpää Sara Säkkinen Susanna Tapani Noora Tulus Minnamari Tuominen Ella Viitasuo Riikka Välilä Linda Välimäki                |
| Pechino 2022        | Canada Erin Ambrose Ashton Bell Kristen Campbell Emily Clark Mélodie Daoust Ann-Renée Desbiens Renata Fast Sarah Fillier Brianne Jenner Rebecca Johnston Jocelyne Larocque Emma Maltais Emerance Maschmeyer Sarah Nurse Marie-Philip Poulin Jamie Lee Rattray Jill Saulnier Ella Shelton Natalie Spooner Laura Stacey Claire Thompson Blayre Turnbull Micah Zandee-Hart | Stati Uniti Cayla Barnes Megan Bozek Hannah Brandt Dani Cameranesi Alex Carpenter Alex Cavallini Jesse Compher Kendall Coyne Schofield Brianna Decker Jincy Dunne Savannah Harmon Caroline Harvey Nicole Hensley Megan Keller Amanda Kessel Hilary Knight Abbey Murphy Kelly Pannek Maddie Rooney Abby Roque Hayley Scamurra Lee Stecklein Grace Zumwinkle                   | Finlandia Sanni Hakala Jenni Hiirikoski Elisa Holopainen Sini Karjalainen Michelle Karvinen Anni Keisala Nelli Laitinen Julia Liikala Eveliina Mäkinen Petra Nieminen Tanja Niskanen Jenniina Nylund Meeri Räisänen Sanni Rantala Ronja Savolainen Sofianna Sundelin Susanna Tapani Noora Tulus Minttu Tuominen Viivi Vainikka Sanni Vanhanen Emilia Vesa Ella Viitasuo |